# ハメス・マックビン
ハメス・マックビン（James McCubbin、1998年5月27日 - ）は、スーペル・ラグビー・アメリカス、ペニャロール・ラグビーに所属するラグビーユニオン選手。

## プロフィール
- ウルグアイ出身[1]。
- ポジションはセンター(CTB)。
- 身長 187cm、体重 91kg
- U20ウルグアイ代表に選ばれたことがある[2]。

## 略歴
2024年、ペニャロールに加入。同年7月、パリ2024五輪の7人制ウルグアイ代表に選ばれた。